# Dielsiochloa
Dielsiochloa là một chi thực vật có hoa trong họ Hòa thảo (Poaceae).

## Loài
Chi Dielsiochloa gồm các loài: